# 多桑 (電影)
《多桑》是一部於1994年上映的台灣電影，由吳念真擔任導演兼編劇，並由蔡振南、蔡秋鳳主演，本片為台灣新浪潮電影作品之一。《多桑》曾被馬丁史柯西斯評選為90年代十大影片第三名。

## 劇情簡介
多桑在暴風雨夜去世時，只有六十二歲。
他死於醫院，他的後半生一直為「矽肺」所苦，做了一輩子礦工，多桑和同伴們都受職業病之累。矽肺使他們呼吸困難，須長年攜帶氧氣筒。另外，他還有併發的糖尿病。
在日本統治下長大的多桑，從未認同過國民政府，終其一生，他的夢想是去看日本的富士山和皇宮，他辦好所有手續，然而在出發前四天，他卻因身體狀況被送進醫院。
早年入贅至礦區的多桑，有其自己的男性世界，他帶兒子去看電影，會半途放鴿子，自己溜至酒家花天酒地。他好虛張聲勢，借來的錶，可以馬上取下送給弟弟。多桑急公好義，村中跛腳阿燦與秋子愛情多舛，阿燦在礦坑引燃火藥自殺時，第一個衝進礦坑的是他。他也好打抱不平，秋子受老公Nomu委屈時，上去咒罵打架的也是他。他愛喝酒，礦村沒落失業後，又常徹夜賭博不歸。多桑和子女間有隔閡，他們不理解他的日本情結，也不喜歡他賭博。
礦產衰竭，村民慢慢搬離山村，長子文健也到城市打工。多桑仍和母親吵架，有時也會出走，到城裡來探望文健。金礦停產後，他已轉為煤礦工。
子女相繼成婚，居於城市。有了子孫的多桑並沒有享福，他的職業病發作，眼看老友相繼去世，多桑越發消沉。寂寞的多桑總是因為矽肺而大聲喘著，他的生命漸到了尾聲。

## 人物角色
| 角色名稱    | 演員                 | 備註                   |
| ----------- | -------------------- | ---------------------- |
| 連清科 Sega | 蔡振南               | 多桑                   |
| 阿蘭        | 蔡秋鳳               | 母親，多桑的妻子       |
| 文建        | 鍾侑宏 程奎中 傅寯   | 多桑的長子             |
| 美鳳        | 許沛汝 陳亦珊 彭婉蓉 | 妹妹，多桑的長女       |
| 嘉民        | 卓亦安 李文彬 李俊良 | 弟弟，多桑的次子       |
| 條春        | 黃承晃               | 多桑的鄰居             |
|             | 林麗卿               | 條春姆                 |
| 阿燦        | 黃建和               | 多桑的鄰居             |
| 秋子        | 張鳳書               | Nomu的妻子，阿燦的戀人 |
| Nomu        | 陳慕義               | 多桑的鄰居，秋子的丈夫 |
| 阿富        | 李永豐               | 多桑的鄰居             |
|             | 張巧明               | 阿富的妻子             |
|             | 高東秀               | 文建的妻子             |
|             | 周逸                 | 文建的兒子             |

| 角色名稱 | 演員                        | 備註                 |
| -------- | --------------------------- | -------------------- |
|          | 陳錫煌                      | 祖父，多桑的父親     |
|          | 梅芳                        | 祖母，多桑的母親     |
| 林素蓮   | 陳淑芳                      | 秋子的母親           |
|          | 潘玉嬌                      | 阿燦的母親           |
|          | 洪硫                        | 里長                 |
|          | 許傑輝                      | 嘉義叔叔，多桑的弟弟 |
|          | 秋乃華                      | 酒家內將             |
|          | 李嬌娥                      | 問藥婦人             |
|          | 潘小俠                      | 侍應生               |
|          | 陳曉玲                      | 酒家女               |
|          | 蔡照益                      | 郵差                 |
|          | 宋殿生                      | 警察                 |
|          | 吳美惠 陳美女 許君慧        | 鄰居婦人             |
|          | 侯節玉                      | 賣餅老兵             |
|          | 邱順成                      | 小店老板             |
|          | 吳青純                      | 賣冰小姐             |
|          | 衛琳                        | 護士                 |
|          | 蔡正泰                      | 肉販                 |
|          | 王金爐 王偉六 洪議喨 許英光 | 礦工                 |
|          | 孫偉傑 林穗君 郭秉翰        | 童星                 |

按電影片尾演出表排序。

## 獎項
| 主辦單位     | 獎項             | 受獎者         | 階段／結果 |
| ------------ | ---------------- | -------------- | ---------- |
| 第31屆金馬獎 | 最佳劇情片       |                | 提名       |
| 第31屆金馬獎 | 最佳男主角       | 蔡振南         | 提名       |
| 第31屆金馬獎 | 最佳原著劇本     | 吳念真         | 提名       |
| 第31屆金馬獎 | 最佳錄音         | 杜篤之         | 提名       |
| 第31屆金馬獎 | 最佳電影歌曲     | 蔡振南、陳致成 | 獲獎       |
| 第31屆金馬獎 | 觀眾票選最佳影片 |                | 獲獎       |

| 主辦單位   | 獎項     | 受獎者   | 階段／結果 |
| ---------- | -------- | -------- | ---------- |
| 新加坡影展 | 評審團獎 | 《多桑》 | 獲獎       |

| 主辦單位           | 獎項         | 受獎者   | 階段／結果 |
| ------------------ | ------------ | -------- | ---------- |
| 塞薩洛尼基國際影展 | 銀牌獎       | 《多桑》 | 獲獎       |
| 塞薩洛尼基國際影展 | 費比西獎     | 《多桑》 | 獲獎       |
| 塞薩洛尼基國際影展 | 最佳男演員獎 | 《多桑》 | 獲獎       |

| 主辦單位             | 獎項       | 受獎者   | 階段／結果 |
| -------------------- | ---------- | -------- | ---------- |
| 第12屆義大利都靈影展 | 最佳影片獎 | 《多桑》 | 獲獎       |

## 外部連結
- 開眼電影網上《多桑》的資料（繁體中文）
- 香港影庫上《多桑》的資料（繁體中文）
- 时光网上《多桑》的資料（简体中文）
- 豆瓣电影上《多桑》的資料 （简体中文）
- 爛番茄上《多桑》的資料（英文）
- AllMovie上《多桑》的资料（英文）
- 互联网电影数据库（IMDb）上《多桑》的资料（英文）